# Эдикт Ротари

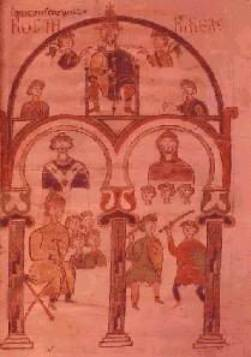
Иллюстрация к эдикту

Эдикт Ротари (лат. Edictum Rothari, также известный как Лангобардская правда) — свод законов обычного права лангобардов, кодифицированный при короле Ротари. Обнародован 22 ноября 643 года. Сборник законов написан на латинском языке с лангобардскими глоссами. Эдикт состоит из 388 статей.
В эдикте содержатся следы более ранних кодификаций предшественников Ротари. Свод законов является источником, отражающим общественный строй лангобардов VI—VII веков. Эдикт описывает переход лангобардов от родоплеменного строя к раннефеодальному. Документ является свидетельством наличия пережитков родоплеменного строя в жизни лангобардов, а именно сохранения большой семьи, порядка наследования имущества, брачных отношений, черт общинного строя. Вместе с тем эдикт Ротари отражает процесс зарождения элементов феодальных отношений: имущественную дифференциацию среди свободных, мобилизацию земельной собственности, начальный этап возникновения классов зависимого крестьянства и феодалов-землевладельцев.
Эдикт Ротари разрешает куплю-продажу, дарение (с оговорками), залог земли. Ряд параграфов свидетельствует об отсутствии единого вергельда за свободного лангобарда, о несостоятельных должниках, совместных выступлениях обедневших свободных и рабов. В эдикте Ротари есть данные об арендаторах — либелляриях, зачатках прекарных отношений, зарождении коммендации и бенефиция, укреплении королевской и герцогской власти. В порядке наследования имущества, положении внебрачных детей, в дарении и залогах имущества, арендных отношениях, судебном и административном устройстве прослеживается влияние классического и постклассического римского права.

## Содержание и дополнения
Статьи эдикта были кодифицированы в определённом порядке:
- статьи 1—14 — политические преступления;
- статьи 15—145 — преступления против личности;
- статьи 146—152 — преступления против собственности;
- статьи 153—167 — наследование;
- статьи 168—177 — дарение;
- статьи 178—222 — семейное право;
- статьи 223—226 — освобождение рабов;
- статьи 227—358 — права собственности и гражданско-правовые отношения;
- статьи 359—365 — описание отдельных процедур;
- статьи 366—388 — специально регулируемые отношения.

Впоследствии эдикт дополнялся другими лангобардскими королями. Существенное влияние на изменения в законе оказало римское право.
Эдикт был дополнен в 668 году девятью статьями королём Гримоальдом; 153 статьями за 713—735 годы — Лиутпрандом; 14 статьями в 745—746 годах — Ратхисом; 9 статьями в 750 году и 13 в 755 году — Айстульфом.